# Evropská hokejová liga 1997/1998
Evropská hokejová liga 1997/1998 byla druhým ročníkem evropské klubové soutěže, která nahradila Pohár mistrů evropských zemí. Ročník probíhal od 16. září 1997 do 25. ledna 1998.
Vítězem se stal rakouský klub VEU Feldkirch, který ve finále porazil ruské OHK Dynamo Moskva.
V soutěži byl použit nový bodovací systém. Vítěz zápasu v řádné hrací době získal 3 body. V případě remízy následovalo prodloužení a případné samostatné nájezdy, kdy vítěz po prodloužení či nájezdech získal 2 body a poražený 1 bod.

## Základní skupiny

### Skupina A

#### Zápasy
| Domácí             | Skóre | Hosté              |
| ------------------ | ----- | ------------------ |
| Färjestad BK       | 3:0   | Jokerit Helsinky   |
| Kassel Huskies     | 5:0   | HC Vítkovice Steel |
| Jokerit Helsinky   | 4:1   | Kassel Huskies     |
| HC Vítkovice Steel | 2:4   | Färjestad BK       |
| Färjestad BK       | 4:2   | HC Vítkovice Steel |
| Kassel Huskies     | 4:5sn | Jokerit Helsinky   |
| HC Vítkovice Steel | 0:3   | Jokerit Helsinky   |
| Kassel Huskies     | 0:6   | Färjestad BK       |
| Jokerit Helsinky   | 2:1p  | HC Vítkovice Steel |
| Färjestad BK       | 5:3   | Kassel Huskies     |
| Jokerit Helsinky   | 3:4   | Färjestad BK       |
| HC Vítkovice Steel | 3:4   | Kassel Huskies     |

#### Tabulka
| Poř. | Klub               | Body |
| 1    | Färjestad BK       | 18   |
| 2    | Jokerit Helsinky   | 10   |
| 3    | Kassel Huskies     | 7    |
| 4    | HC Vítkovice Steel | 1    |

### Skupina B

#### Zápasy
| Domácí                  | Skóre | Hosté                   |
| ----------------------- | ----- | ----------------------- |
| Adler Mannheim          | 3:5   | Hämeenlinnan Pallokerho |
| Leksands IF             | 5:3   | HK Dukla Trenčín        |
| Adler Mannheim          | 8:5   | Leksands IF             |
| Hämeenlinnan Pallokerho | 3:2   | HK Dukla Trenčín        |
| HK Dukla Trenčín        | 4:1   | Adler Mannheim          |
| Hämeenlinnan Pallokerho | 3:8   | Leksands IF             |
| Leksands IF             | 3:4   | Hämeenlinnan Pallokerho |
| Adler Mannheim          | 2:0   | HK Dukla Trenčín        |
| HK Dukla Trenčín        | 1:2p  | Hämeenlinnan Pallokerho |
| Leksands IF             | 8:2   | Adler Mannheim          |
| HK Dukla Trenčín        | 2:4   | Leksands IF             |
| Hämeenlinnan Pallokerho | 6:4   | Adler Mannheim          |

#### Tabulka
| Poř. | Klub                    | Body |
| 1    | Hämeenlinnan Pallokerho | 14   |
| 2    | Leksands IF             | 12   |
| 3    | Adler Mannheim          | 6    |
| 4    | HK Dukla Trenčín        | 4    |

### Skupina C

#### Zápasy
| Domácí        | Skóre | Hosté         |
| ------------- | ----- | ------------- |
| Storhamar     | 2:1sn | SC Bern       |
| VEU Feldkirch | 4:3   | Kölner Haie   |
| SC Bern       | 4:5   | Kölner Haie   |
| Storhamar     | 3:1   | VEU Feldkirch |
| Kölner Haie   | 5:1   | Storhamar     |
| VEU Feldkirch | 6:3   | SC Bern       |
| Storhamar     | 2:3   | Kölner Haie   |
| SC Bern       | 2:3   | VEU Feldkirch |
| Kölner Haie   | 4:2   | SC Bern       |
| VEU Feldkirch | 3:0   | Storhamar     |
| Kölner Haie   | 3:5   | VEU Feldkirch |
| SC Bern       | 4:1   | Storhamar     |

#### Tabulka
| Poř. | Klub          | Body |
| 1    | VEU Feldkirch | 15   |
| 2    | Kölner Haie   | 12   |
| 3    | Storhamar     | 5    |
| 4    | SC Bern       | 4    |

### Skupina D

#### Zápasy
| Domácí               | Skóre | Hosté                |
| -------------------- | ----- | -------------------- |
| TPS Turku            | 3:2p  | HC Slovan Bratislava |
| Torpedo Jaroslavl    | 4:2   | Luleå HF             |
| Torpedo Jaroslavl    | 2:0   | HC Slovan Bratislava |
| Luleå HF             | 5:1   | TPS Turku            |
| Torpedo Jaroslavl    | 3:1   | TPS Turku            |
| Luleå HF             | 2:3   | HC Slovan Bratislava |
| TPS Turku            | 2:3   | Torpedo Jaroslavl    |
| HC Slovan Bratislava | 4:3   | Luleå HF             |
| TPS Turku            | 2:3sn | Luleå HF             |
| HC Slovan Bratislava | 5:1   | Torpedo Jaroslavl    |
| Luleå HF             | 0:2   | Torpedo Jaroslavl    |
| HC Slovan Bratislava | 3:1   | TPS Turku            |

#### Tabulka
| Poř. | Klub                 | Body |
| 1    | Torpedo Jaroslavl    | 15   |
| 2    | HC Slovan Bratislava | 13   |
| 3    | Luleå HF             | 5    |
| 4    | TPS Turku            | 3    |

### Skupina E

#### Zápasy
| Domácí            | Skóre | Hosté             |
| ----------------- | ----- | ----------------- |
| HC Lada Togliatti | 4:3sn | HC Petra Vsetín   |
| EV Zug            | 8:1   | HC Amiens Somme   |
| HC Petra Vsetín   | 5:3   | EV Zug            |
| HC Amiens Somme   | 1:7   | HC Lada Togliatti |
| EV Zug            | 4:1   | HC Lada Togliatti |
| HC Amiens Somme   | 1:4   | HC Petra Vsetín   |
| HC Petra Vsetín   | 4:2   | HC Amiens Somme   |
| HC Lada Togliatti | 3:0   | EV Zug            |
| HC Lada Togliatti | 7:1   | HC Amiens Somme   |
| EV Zug            | 0:4   | HC Petra Vsetín   |
| HC Petra Vsetín   | 3:4sn | HC Lada Togliatti |
| HC Amiens Somme   | 1:2   | EV Zug            |

#### Tabulka
| Poř. | Klub              | Body |
| 1    | HC Petra Vsetín   | 14   |
| 2    | HC Lada Togliatti | 13   |
| 3    | EV Zug            | 9    |
| 4    | HC Amiens Somme   | 0    |

### Skupina F

#### Zápasy
| Domácí            | Skóre | Hosté             |
| ----------------- | ----- | ----------------- |
| HC Sparta Praha   | 0:4   | OHK Dynamo Moskva |
| HC Bolzano        | 6:5sn | Manchester Storm  |
| HC Sparta Praha   | 4:1   | HC Bolzano        |
| Manchester Storm  | 2:3p  | OHK Dynamo Moskva |
| HC Sparta Praha   | 3:4   | Manchester Storm  |
| OHK Dynamo Moskva | 9:1   | HC Bolzano        |
| Manchester Storm  | 7:0   | HC Sparta Praha   |
| HC Bolzano        | 0:4   | OHK Dynamo Moskva |
| OHK Dynamo Moskva | 9:3   | Manchester Storm  |
| HC Bolzano        | 1:3   | HC Sparta Praha   |
| OHK Dynamo Moskva | 3:2sn | HC Sparta Praha   |
| Manchester Storm  | 4:2   | HC Bolzano        |

#### Tabulka
| Poř. | Klub              | Body |
| 1    | OHK Dynamo Moskva | 16   |
| 2    | Manchester Storm  | 11   |
| 3    | HC Sparta Praha   | 7    |
| 4    | HC Bolzano        | 2    |

## Play-off

### Čtvrtfinále
| Domácí                  | Skóre | Hosté                   |
| ----------------------- | ----- | ----------------------- |
| Hämeenlinnan Pallokerho | 4:4   | VEU Feldkirch           |
| HC Lada Togliatti       | 2:1   | Torpedo Jaroslavl       |
| HC Slovan Bratislava    | 6:3   | HC Petra Vsetín         |
| OHK Dynamo Moskva       | 5:2   | Färjestad BK            |
| VEU Feldkirch           | 7:2   | Hämeenlinnan Pallokerho |
| Torpedo Jaroslavl       | 7:3   | HC Lada Togliatti       |
| HC Petra Vsetín         | 5:0   | HC Slovan Bratislava    |
| Färjestad BK            | 5:3   | OHK Dynamo Moskva       |

### Semifinále
(Feldkirch, Rakousko)
| Domácí            | Skóre | Hosté             |
| ----------------- | ----- | ----------------- |
| VEU Feldkirch     | 3:2p  | HC Petra Vsetín   |
| OHK Dynamo Moskva | 1:0   | Torpedo Jaroslavl |

### O 3. místo
(Feldkirch, Rakousko)
| Domácí          | Skóre | Hosté             |
| --------------- | ----- | ----------------- |
| HC Petra Vsetín | 3:1   | Torpedo Jaroslavl |

### Finále
(Feldkirch, Rakousko)
| Domácí        | Skóre | Hosté             |
| ------------- | ----- | ----------------- |
| VEU Feldkirch | 5:3   | OHK Dynamo Moskva |